# フェス (紋章学)

フェス
Argent a fess gules.

フェス（英: Fess、仏: Fasce）は、紋章学において、シールドの中央を左右の端から端まで水平にわたる帯状のチャージのことである。フェスは、チーフ、ベンド、シェブロン及びペイルに加えて、紋章学の基本的なオーディナリーのうちの1つである。本来の意味では帯のことを指すが、紋章記述では「水平である」という意味で幅広く用いられる。

## 解説

### フェスの幅
フィールドのうちフェスの覆う部分がどのくらいの幅であるかは紋章官によって見解が異なり、その範囲は概ね 1/5 から 1/3 までにわたる。他のチャージをフェスに重ねない場合は、つまり、フェスがチャージされていないならば、前者の5分の1説が比較的支持されていると言えるが、フェスにチャージが重ねられている場合は典型的にそのフェスはチャージされていないものより広いため、定説にまでは至っていない。

### バー

バー
Argent two bars gules

バー (bar) は、時折フェスのディミニュティブ (diminutive) という意味で用いられることがあるが、バーの幅がフェスと比べてもまったく細くないこともあり、必ずしも単に幅の細いフェスという意味ではない。したがって、ディミニュティブとする扱いが適切とは言いがたい。フェスは、シールドの中心を通る横帯という定義があり、これはシールドの中心を「フェス・ポイント」と呼ぶことにも密接に関係している。
用法としては、2つのフェスのようなチャージを用いる場合にそれぞれの横帯をバーと呼ぶことが多く、チーフ側（上方）やベース側（下方）に寄っている横帯をバーと呼ぶと考えればよい。しかし、バーを1本だけで使うことは極めて稀である。イギリスの紋章学においてはフェスはフェス・ポイントを通過するものであって、フィールドに2つ以上のフェスは存在しえないという思想があるため、フェスとほぼ同等の幅を持つ横帯であっても、2本以上あればそれはバーと呼ばれる。

### ディミニュティブ
シールドの左右どちら側の端にも達しないようにカットされたフェスはヒューミッティ (humetty) と呼ばれることもあったが、この言葉は短縮を意味する「クーペド (couped) 」で置き換えられるため使われることはない。もっとも、クーペドはフェスとクロスのような若干のチャージに使用が制限されており、他のオーディナリーやチャージではクーペドを意味する別の言葉がある。
バーには明確にディミニュティブが存在し、1/2 ほどの幅のバーはバーリュレット (barrulet) と呼ばれる。もっとも、フェスにもバーにも幅に明確な定義がないため、1/2 という数字は目安である。仮にバーの幅をシールドの幅の1/5 とすれば、1/10 ということになる。2本バーリュレットをごく近い間隔で並べて1組にしたものをバーズ・ジェメレス (bars gemelles) と呼び、あたかも1つのチャージのように扱う。また、フェスやバーにはベンドと同じようにバーリュレットよりも細いコティス (cotise) を置くことができ、コティスを外側に更に1本ずつ追加して2本のコティスに挟まれた状態をダブリー・コティスド (doubly cotised) と呼ぶ。ダブリー・コティスドを between two bars gemelles と記述してもよい。ただし、紋章学の通例では、紋章は紋章記述によってのみ定義されるため、図にしたときの模様が同じでも、記述が違えば別の紋章と扱われることに注意しなければならない。

バーリュレット Argent two barrulets gules
バーズ・ジェメレス Argent two bars gemelles gules
コティス Argent a fess costied gules
ダブリー・コティス Argent a fess doubly costied gules

### フェスに関する用語
イン・フェス (in fess)2つ以上のチャージが水平に一列に並べてられている様子を表す。チャージが1つしかない場合は、フェスワイズと同じ意味で使われることがある。
フェスワイズ (fesswise)チャージがフェスのように水平方向（つまり真横）に向けて置かれることを意味する。
パーティ・パー・フェス (party per fess)フェスの方向に走る1つの線によってフィールドを2つに分割することを意味する。分割したそれぞれのフィールドに2つのティンクチャーを上、下の順に記述する。
ティアスト・パー・フェス (tierced per fess)フェスの方向に走る2つの線によってフィールドを3つに分割することを意味する。分割したそれぞれのフィールドに3つのティンクチャーを上、中、下の順に記述する。
バリー (barry)水平方向に4つ以上の偶数の部分に分割したフィールドを意味する。バーを複数配置した場合と似たような図柄になるが、バリーの場合は紋章記述に示された数の領域に等間隔で色分けされてさえいればよく、一番端の領域が帯になっていなくてもよい。バーの場合は、指定された数の同じ幅の帯が過不足なく揃っていなければならないという点が異なる。

イン・フェス Argent five fusils gules in fess
パーティ・パー・フェス Party per fess, argent and gules
ティアスト・パー・フェス Tierced per fess, gules, argent and sable

バリー Barry of eight argent and gules
スリー・バー Argent three bars gules

## 特殊例
ミューラル・フェス (mural fess) と呼ばれる城壁のような模様を持つフェスもあり、これはスザンヌ・エリザベス・アルトファーター (Suzanne Elizabeth Altvater) の紋章に見ることができる（スザンヌ・エリザベス・アルトファーターの紋章）。
帯の中央の3分の1をシェブロンに変化させたフェス (fess the middle third metamorphosed into a chevron) は、アメリカ陸軍第364歩兵連隊の紋章で見ることができる（第364歩兵連隊の紋章）。